# Ashley Richards
Ashley Darel Jazz Richards, auch Jazz Richards genannt, (* 12. April 1991 in Swansea) ist ein  walisischer Fußballnationalspieler, der 2012 erstmals für die walisische Nationalmannschaft spielte. Der 1,85 Meter große Mittelfeld- und Abwehrspieler kann sowohl links als auch rechts eingesetzt werden.

## Sportlicher Werdegang
Richards kam mit 18 Jahren im Seniorenbereich erstmals im Zweitligaspiel am 15. August 2009 beim 0:3 gegen den FC Middlesbrough zum Einsatz. Er kam auf insgesamt 15 Einsätzen in der Saison nach der Swansea als Siebter knapp die Aufstiegs-Playoffs verpasste.  Besser lief es für den Verein 2010/11. Als Dritter wurde zwar der direkte Aufstieg knapp verpasst, in den Aufstiegs-Playoffs  setzte sich Swansea aber gegen den Tabellenfünften FC Reading durch. Richards kam allerdings nur zu sechs Einsätzen. In der folgenden Premier League Saison konnte Swansea einen Platz im Mittelfeld erreichen, Richards kam aber zwischen Oktober und Dezember nur zu acht Erstligaspielen und wurde in der nächsten Saison nur bei einer FA-Cup-Niederlage im Januar 2013 gegen Arsenal eingesetzt und danach an den Zweitligisten Crystal Palace ausgeliehen, für den er dann elf Ligaspiele bestritt.
Auch nach Rückkehr zu Swansea wurde er 2013/14 in der Premier League nicht eingesetzt, kam aber in einem Spiel der UEFA Europa League 2013/14 am 8. August 2013 gegen Malmö FF zum Einsatz. Danach wurde er an Huddersfield Town ausgeliehen, für den er in der Football League Championship 2013/14 neun Spiele bestritt. Swansea stieß dann auch ohne ihn bis ins Sechzehntelfinale der Europa League vor und scheiterte erst dort am SSC Neapel. Zu Beginn der Premier League Saison 2014/15 kam Richards dann für Swansea zu sieben Erstligaspielen, wurde aber anschließend an den Zweitligisten FC Fulham ausgeliehen, zunächst für einen Monat und dann den Rest der Saison. Für Fulham bestritt er 14 Spiele, ehe er zum Saisonfinale für drei Spiele zu den Schwänen zurückkehrte, die als Achte knapp die Qualifikation zur UEFA Europa League 2015/16 verpassten. Zur Saison 2015/16 wechselte er dann gänzlich zu Fulham, erhielt einen Vertrag bis 2018 und wurde in 22 Zweitligaspielen eingesetzt.  Aber bereits zur Saison 2016/17 wechselte er zum Ligakonkurrenten Cardiff City. Dabei kam er in 26 Ligaspielen zum Einsatz. In der Saison 2017/18 gelang als Zweitliga-Vizemeister der Aufstieg in die Premier League, er trug mit nur sechs Einsätzen aber wenig dazu bei. Als Drittletzter stieg Cardiff aber sofort wieder ab. Auch verletzungsbedingt kam er nur auf vier Erstligaeinsätze. Nach Ablauf der Saison 2019/20 verließ Richards den Verein. Im März 2021 erhielt er einen Vertrag beim walisischen Erstligisten Haverfordwest County. Im Mai 2021 verlängerte er den Vertrag bis zum Ende der Saison 2021/22. Nach dem Rücktritt von Teammanager Wayne Jones im Dezember 2021 übernahm er interimsweise zusammen mit Sean Pemberton den Managerposten.

## Nationalmannschaft
Richards spielte 2009 als 18-Jähriger zweimal in der Qualifikation für die U-21-EM 2011 und danach dreimal für die U-19-Mannschaft in der ersten Qualifikationsrunde für die U-19-Fußball-Europameisterschaft 2010, in der Wales an Portugal und Spanien scheiterte. Unmittelbar danach folgte das dritte Qualifikationsspiel für die U-21-EM und dann im September 2010 nochmals zwei. 2011 und 2012 nahm er an den ersten sechs Spielen der Qualifikation für die U-21-EM 2013 teil.
Am 27. Mai 2012 bestritt er mit 21 Jahren sein erstes Länderspiel mit der A-Nationalmannschaft. Beim Freundschaftsspiel gegen Mexiko das mit 0:2 verloren wurde, wurde er in der 80. Minute eingewechselt. Er wurde über 90 Minuten eingesetzt. Beim nächsten Spiel der A-Nationalmannschaft kam er dann nicht zum Einsatz, da er im parallel dazu stattfindenden U-21-Qualifikationsspiel mitwirkte. Auch wenn er danach nicht mehr für die U-21 spielte, die sich nicht für die Endrunde der EM qualifiziert hatte, musste er dann zehn Monate auf seinen nächsten Kurzeinsatz im A-Team warten: beim Qualifikationsspiel für die WM 2014 wurde er gegen Kroatien in der 64. Minute eingewechselt. Die nächsten vier Spiele fanden dann wieder ohne ihn statt. Am 15. Oktober 2013 wurde er dann beim letzten Qualifikationsspiel gegen Belgien erstmals über 90 Minuten eingesetzt, kam im anschließenden Freundschaftsspiel gegen Finnland aber erneut nur zu einem Kurzeinsatz. Danach musste er auch verletzungsbedingt wieder 19 Monate bis zum erneuten Einsatz warten. Und wieder waren es die Belgier, gegen die er in der Qualifikation für die EM 2016 im Juni 2015 über 90 Minuten spielte. In dem Spiel gelang den Walisern durch ein 1:0 ein vorentscheidender Schritt zur ersten erfolgreichen Qualifikation für eine EM-Endrunde. Es dauerte aber noch drei Spiele, bei denen er ebenfalls über 90 Minuten mitspielte, bis die Qualifikation endgültig perfekt war an der er somit einen kleinen Anteil hatte. In den anschließenden Freundschaftsspielen im November 2015 und März 2016 wurde er dann nur im Letzten eingewechselt.
Am 9. Mai 2016 wurde er in den vorläufigen Kader für die EM 2016 berufen, mit dem am 23. Mai ein Trainingslager in Portugal beginnt. Beim ersten EM-Spiel der Waliser gegen die Slowakei, das sie mit 2:1 gewannen, kam er zwei Minuten vor dem Spielende zu einem Kurzeinsatz. Es blieb das einzige Mal, dass er im Turnier zum Zug kam.
In der nach der EM begonnenen Qualifikation für die WM 2018 hatte er nur drei Einsätze. Sein bisher letztes Länderspiel bestritt er am 11. Oktober 2018 im mit 1:4 gegen Spanien verlorenen Freundschaftsspiel.